# Lukas Podolski
Lukas Podolski (lengyelül: Łukasz Podolski) (Gliwice, 1985. június 4. –) lengyel származású német válogatott labdarúgó. Jelenleg a Górnik Zabrze játékosa.
1995-ben került az 1. FC Köln akadémiájára, majd 2003-tól 81 mérkőzésen szerepelt a klub mezében mielőtt a Bayern München együtteséhez igazolt. Három év müncheni év után visszatért a Kölnhöz majd a londoni Arsenalhoz szerződött. 2004 óta a Német labdarúgó-válogatott tagja, ahol minden nagy tornán részt vett.

## Pályafutása

### Klubcsapatokban

#### 1. FC Köln

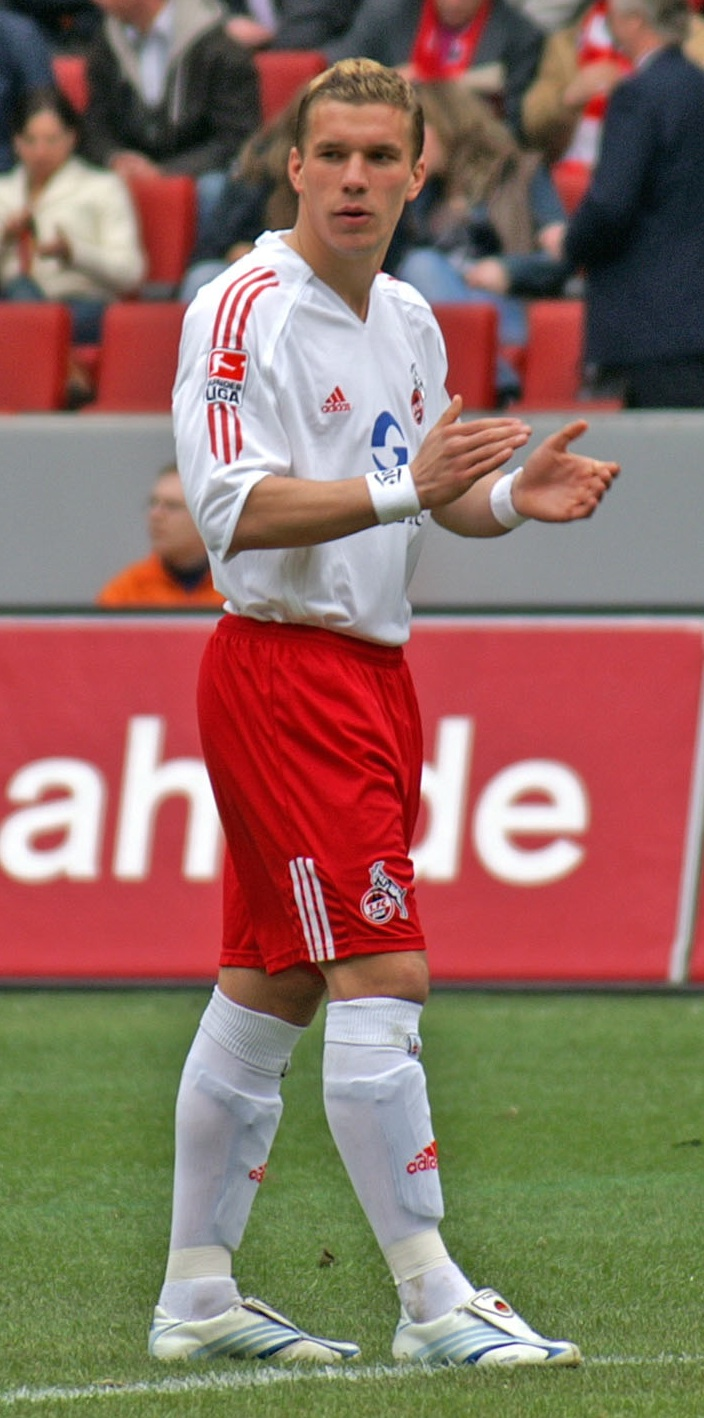
Podolski 2006-ban a Köln színeiben

Hatévesen kezdett focizni a FC Bergheim együttesében, mígnem 1995-ben csatlakozott az 1. FC Köln csapatához. 2003-ban, 18 évesen már az első keret tagja volt, pár mérkőzésen pályára lépett a tartalékoknál. Ebben az időszakban a Bundesligából való kiesés ellen küzdöttek. 2003. november 22-én debütált az első csapat színeiben, Marcel Koller irányítása alatt a Hamburger SV ellen. December 13-án megszerezte a Hansa Rostock ellen az első gólját. A mérkőzés 1-1-es döntetlennel zárult. 2004. április 15-én szintén a Rostock ellen duplázott. A kiesést nem tudták elkerülni, de 19 mérkőzésen 10 gólt szerzett és ezzel a Bundesliga történetében ő lett a legjobb 18 éves.
A 2004-es labdarúgó-Európa-bajnokságot követően számos top klub érdeklődött iránta, de ő marad a Kölnnél, hogy segítse tovább a csapatott a következő szezonban is. 2004. október 17-én a Rot-Weiß Oberhausen ellen mesterhármast jegyzett. Augusztus 21-én a kupában az 1. FC Saarbrücken ellen 4 gólt szerzett. 2005. január 23-án az Energie Cottbus ellen négy gólt szerzett. Május 22-én mesterhármast szerzett az MSV Duisburg ellen 4-0-ra megnyert mérkőzésen. 24 gólt szerzett a másodosztályban és ezzel gólkirály lett és csapata is feljutott. A következő szezonra is maradt a csapatnál. A 2005/06-os szezonban 12 gólt szerzett, de a csapat kiesését már ő sem tudta megmenteni.

#### Bayern München
2006-ban a Liverpool FC, a Bayern München, a Hamburger SV, a Werder Bremen és a Real Madrid CF is érdeklődött Podolski iránt, bár még 1 év volt hátra a kölni szerződéséből. 2006-ban bejelentették, hogy a Bayern München csapatánál folytatja, átigazolási részleteket nem hoztak nyilvánosságra. 2006. augusztus 11-én debütált a bajnokságban a Borussia Dortmund ellen a 88. percben csereként lépett pályára. Szeptember 9-én a kupában a FC St. Pauli ellen a második játékrészben lépett pályára, majd pár másodperc múlva már gólt is ünnepelt. Szeptember 27-én a bajnokok ligájában az Internazionale ellen megszerezte az első gólját a legmagasabb európai kupában. A bajnokságban október 14-én a Hertha BSC ellen szerezte meg és emellé még kiosztott egy gólpasszt is Roy Makaay-nak. Október 26-án edzésen Mark van Bommellel ütközött és súlyos sérülést szenvedett. December 20-án az Alemannia Aachen ellen tért vissza és gólt szerzett a mérkőzésen. Első szezonjában 22 bajnokin 4 gólt szerzett.
A 2007-08-as szezonban többnyire csak csere volt Miroslav Klose és Luca Toni mellett. Az UEFA-kupában a Bolton Wanderers FC ellen szerezte meg első gólját a szezonban, de rögtön duplázott. Februárban az Aberdeen ellen ismét duplázott az UEFA-kupában, majd március elején az Anderlecht ellen egy gólt jegyzett. A bajnokságban csak március végén szerezte meg szezonbeli első bajnoki találatát a Nürnberg ellen idegenben elért 1-1-es döntetlent hozó mérkőzésen. Áprilisban a Borussia Dortmund ellen 5-0-ra megnyert hazai mérkőzésen az első gólt szerezte és Andreas Ottl-nek adott egy gólpasszt. Május elején az Arminia Bielefeld ellen egy gólt szerzett, majd az MSV Duisburg ellen duplázott. Második szezonjában a bajnokságban 25 mérkőzésen 5 gólt jegyzett.
A 2008-09-es szezonban a Német labdarúgókupában a Rot-Weiß Erfurt duplázott, majd a bajnokságban az 1. fordulóban a Hamburger SV-nek gólt rúgott. 2009. március 10-én a bajnokok ligájában duplázott a Sporting Lisszabon ellen, majd gólpasszt adott Thomas Müllernek. Áprilisban gólt szerzett a FC Energie Cottbus és a Bayer Leverkusen ellen. A bajnokságban 24 mérkőzésen lépett pályára és 6 góllal segítette csapatát.

#### Visszatérés az 1. FC Köln-höz
2009. január 20-án bejelentették, hogy július 1-jétől visszatér az 1. FC Köln csapatához, 4 évre és 10 millió euróért. Augusztus 1-jén lépett először pályára a szezonban a Kickers Emden ellen a Német labdarúgókupában, ahol gólt szerzett a 3-0-ra megnyert mérkőzésen, idegenben. A bajnokságban a VfL Wolfsburg ellen lépett pályára a 2. fordulóban. Szeptember 13-án az első gólját is megszerezte a bajnokságban a FC Schalke 04 ellen a 6. percben. A mérkőzést haza pályán 2-1-re elvesztették. A szezon során még egy gólt szerzett a Bayern München ellen a 32. percben.
A 2010-2011-es szezon sokkal jobban sikerült Podolski számára, mint az előző idény. 2010. augusztus 28-án megszerezte a szezonbeli első gólját a Werder Bremen ellen. Szeptember 24-én a TSG 1899 Hoffenheim ellen második gólját is megszerezte a bajnokságban. A mérkőzés 1-1-es döntetlennel zárult. Októberben a Borussia Dortmund és a Német kupában a TSV 1860 Münchennek egy-egy gólt lőtt, illetve utóbbi ellen két gólpasszt is kiosztott. 2011. január 22-én a Werder Bremen ellen duplázott, majd februárban a Mainz 05 ellen is duplázott. 2011. március 11-én a Hannover 96 ellen megszerezte az 50. Bundesliga gólját. 32 bajnokin 13 gólt szerzett és 8 gólpasszal segítette csapatát és társait.
A 2011-2012-es szezonban remek formában játszott. 2011. augusztus 13-án megszerezte a szezonbeli első gólját a Schalke 04 csapata ellen. Szeptemberben a Bayer 04 Leverkusen ellen duplázott és gólpasszt adott Milivoje Novakovičnak. Októberben duplázott a Hannover 96 és a FC Augsburg ellen. Decemberben egymáskövető két mérkőzésen szerzett két gólt. Először a VfB Stuttgart csapata ellen, majd a SC Freiburg ellen. A szezon végén csapatával kiestek a Bundesligából. Podolski 29 bajnokin 18 gólt szerzett, amivel negyedik helyen végzett a góllövőlistán, holtversenyben Claudio Pizarróval és Marco Reussal. A szezon végén távozott a Köln csapatától.

#### Arsenal

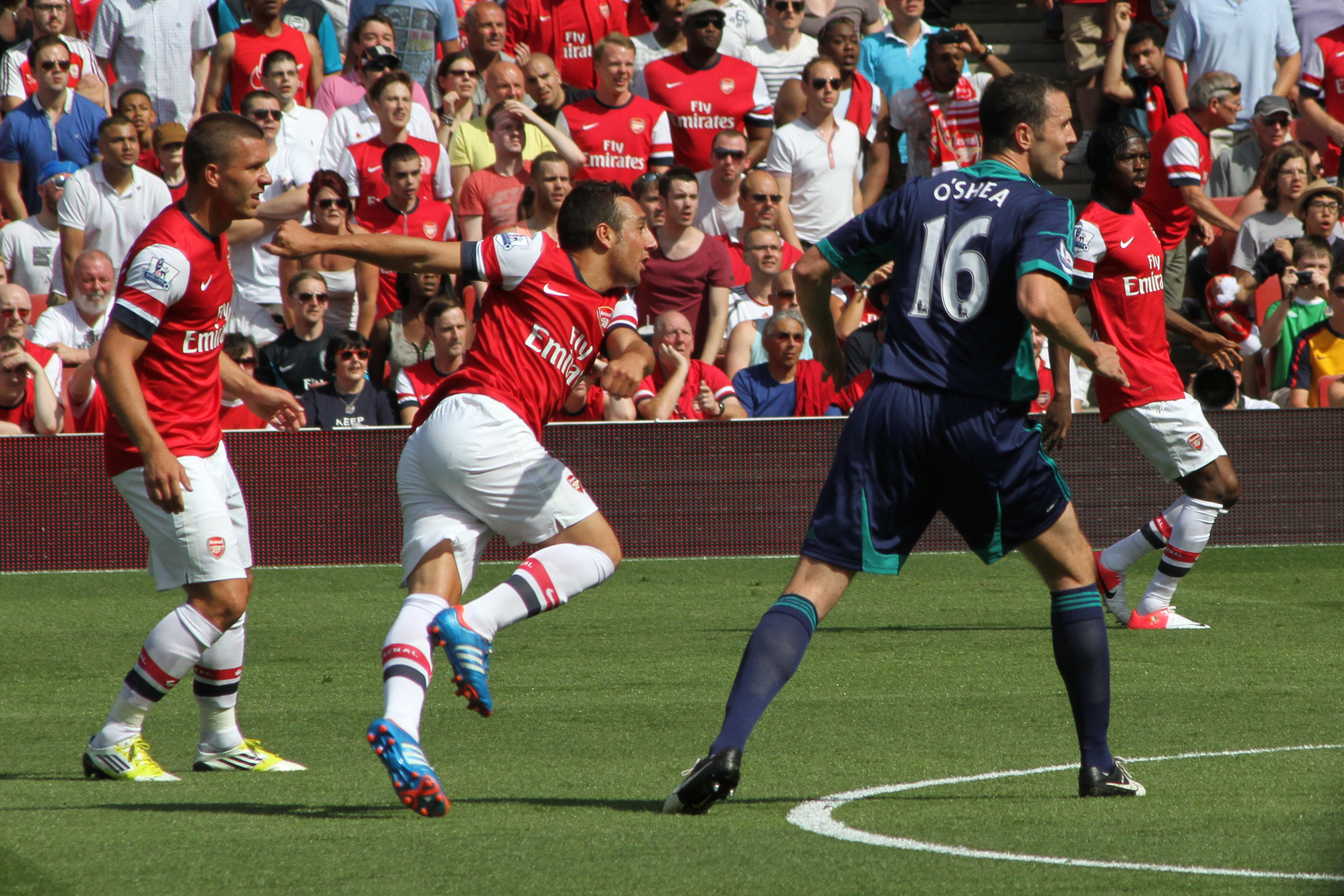
Podolski, Cazorla, O'Shea és Gervinho

2012. április 30-án az 1. FC Köln bejelentette, hogy a 2012-13-as szezont az angol Arsenal együttesében kezdi meg. 2012. augusztus 12-én az egykori klubja az 1. FC Köln elleni felkészülési mérkőzésen duplázott, előbb büntetőből, majd akcióból szerzett gólt. A mérkőzést az Arsenal nyerte 4-0-ra. A 9-es mezszámot örökölte meg Pak Csujong-tól, aki megkapta a 30-as számot.
2012. szeptember 2-án a harmadik bajnoki mérkőzésén szerezte meg az első bajnoki gólját a Liverpool ellen az Anfield Stadion-ban. Egy gyors ellentámadásból Cazorla remekül passzolt Podolskinak, aki a bal alsó sarokba lőtt, így 1-0-s vezetést szerzett az Arsenal. Második góljára se kellett sokat várni. A Southampton ellen szabadrúgásból, 25 méterről nagyszerűen csavarta be a léc alá a labdát a sorfal felett. Szeptember 18-án a Montpellier ellen a Bajnokok Ligája első csoportkör mérkőzésén a 16. percben Olivier Giroudtól kapta üresen a labdát a védők mögött, megvárta, míg elfekszik Jourden, majd higgadtan a bal alsóba helyezte a labdát, amivel 1-1-es döntetlenre hozta a mérkőzést, de a végeredmény 2-1 lett a Londoniaknak.
A Bajnokok Ligája csoportkörének második mérkőzésén a görög Olímpiakósz SZFP ellen 3-1-re megnyert mérkőzésen Gervinho passzából hét méterről Megyeri lába között a hálóba lőtte a labdát, amivel 2-1-es vezetést szerzett csapatának. A bajnokságban a West Ham United ellen balról laposan adta be a rövidre a labdát, amelyet Olivier Giroud vágott a kapu jobb oldalába, amivel 1-1-re hozták fel a mérkőzést, amit végül 4-1-re nyertek meg az ágyúsok. A Schalke 04 ellen a 26. percben a bal szélen simán beadta Giroud pedig berobbanva csukafejessel kíméletlenül bevágta, amivel 2-0-ra vezettek már, majd a német együttes döntetlenre hozta a mérkőzést. A Fulham FC ellen Arteta harcolt meg a labdáért a tizenhatoson belül, majd középre adásánál Podolski megelőzte védőjét, és 6 méterről a kapu közepébe lőtt, amivel már 2-0-ra vezettek. A mérkőzés végül 3-3-as döntetlennel ért véget.
A Tottenham Hotspur ellen 1-1-es állásnál, valamint emberelőnyben a mérkőzés 42. percében Podolski lövése megpattant William Gallas lábán ami a hálóba pattant, Hugo Lloris a vendégek kapusa már tehetetlen volt. Az ágyúsok 5-2-re nyerték meg a mérkőzést. A Montpellier ellen a 63. percben Podolski passzolt Olivier Giroud-hoz, aki a védők feje felett visszajátszotta a németnek a labdát, aki pedig 14 méterről, kapásból hatalmas gólt ragasztott a léc alá kialakítva a 2-0-s eredményt. A Reading ellen 5-2-re megnyert mérkőzésen a vezető gólt szerezte meg csapatának. A 14. percben Kieran Gibbs beada középre kanyarodott, ahol Podolski érkezett és előbb átvette, majd a kapuba bombázta a labdát. A mérkőzésen kivette részét a gólpasszokban is, mivel Santi Cazorla két gólja előtt is ő készítette elő a labdát. Az első előkészítésénél a középre adott labdáját Cazorla a kapuba fejelte, majd ismét a spanyol használta ki a német akció utáni passzát. A 2012-es év utolsó bajnoki mérkőzésén a Newcastle United ellen 7-3-ra megnyert találkozón gólpasszt és gólt szerzett. A mérkőzés első gólját Theo Walcott szerezte meg, akinek Podolski adta a gólpasszt. A 64. percben Jack Wilshere Tim Krul fölött átnyeste a labdát a Newcastle védői még kapufára mentették, de Podoski remek ütembe érkezett és a kapuba fejelte a labdát.
2013. január 6-án a FA-kupában a Swansea City ellen a 81. percben csereként volt eredményes. Egy szöglet után Bacary Sagna fejelte vissza a labdát, amelyet Laurent Koscielny szerzett meg, majd Podolskihoz továbbított, aki tíz méterről a jobb alsóba bombázott 1-1-re kiegyenlítve. A mérkőzés 2-2-es döntetlennel végződött, ami azt jelenti, hogy újrajátsszák a mérkőzést. A Brighton ellen a FA-kupában 2-2-es döntetlen hozó mérkőzésen a duplázó Olivier Giroud-nak az első gólnál adott gólpasszt. Egy ellentámadás után az 58. percben rögtön kontrázott az Arsenal, Podolski az akció végén passzolt a franciának, aki ballal nagyon kilőtte a jobb felső sarkot 17 méterről. A Stoke City ellen a 78. percben megpattanó lövése eredményezett gólt, amivel csapata 1-0-ra nyerte a mérkőzést. Február 19-én a Bayern München ellen 3-1-re elvesztett hazai mérkőzésen csapata egyetlen gólját szerezte egykori klubja ellen. Jack Wilshere adta be balról a labdát az lepattanó labdát az az ötösről a bal sarokba fejelte az üresen maradt kapunak.

### Válogatottban

#### A nemzetközi debütálás és az áttörés

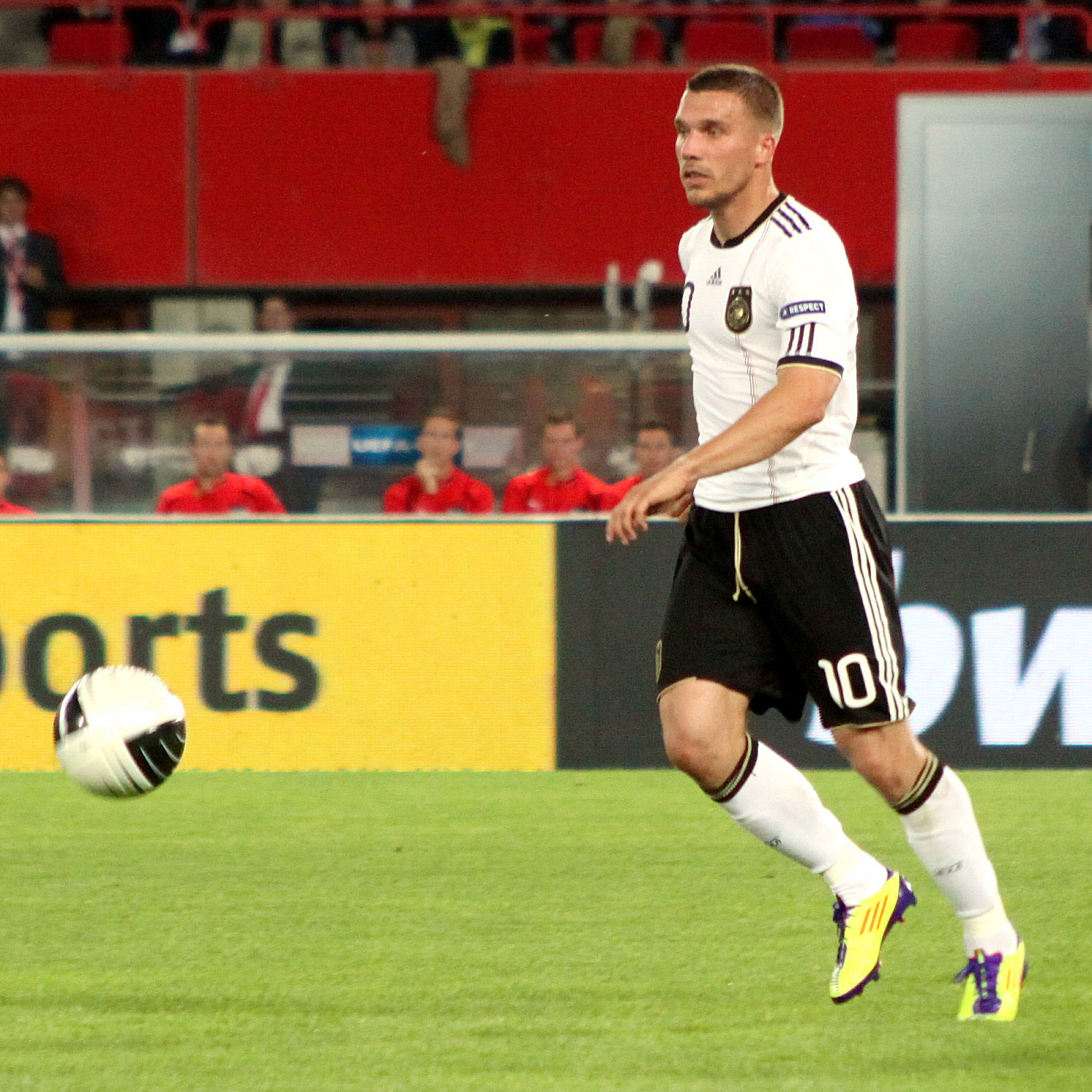
Podolski 2011-ben a válogatott színeiben.

2003-ban meggyőző teljesítményt nyújtott néhány Bundesliga mérkőzése és a lengyel média azt javasolta az akkori lengyel nemzeti csapat edzőjének, Pawel Janasnak, hogy Nézze meg Podolskit, mivel jogosult szerepelni a válogatottban. Ahogy telt az idő, úgy a Német labdarúgó szövetség és megpróbálta a válogatottba csábítani Podolskit. 2004. június 6-án debütált Rudi Völler edzősége idején a Német labdarúgó-válogatottban a Magyar labdarúgó-válogatott ellen.

#### Euro 2004
A 2004-es labdarúgó-Európa-bajnokságon a legfiatalabb játékos volt. Egy mérkőzésen szerepelt a tornán, a Cseh labdarúgó-válogatott ellen 2-1-re elvesztett mérkőzésen váltotta Torsten Fringst.

#### Vb 2006
Podolski bekerült a 2006-os labdarúgó-világbajnokságra utazó Német labdarúgó-válogatott keretébe, ahol Miroslav Klosével alkották a válogatott csatár duóját a kezdő tizenegyben. A csoportkör 3. mérkőzésén megszerezte az első gólját világbajnokságon az Ecuadori labdarúgó-válogatott ellen, majd duplázott az egyenes kieséses szakaszban a Svéd labdarúgó-válogatott ellen. Ő lett az első játékos, aki 1962 óta két gólt szerzett az első 12 percben világbajnoki mérkőzésen, és csak a harmadik játékos, aki valaha elérte ezt. A harmadik helyen végeztek a hazai rendezésű tornán, ahol csapattársa Miroslav Klose kapta meg az aranycipőt. Podolski a góllövőlista második helyén végzett holtversenyben Ronaldo, Thierry Henry, Fernando Torres, David Villa, Maxi Rodríguez, Hernán Crespo és Zinédine Zidane társaságában. A vb Legjobb Fiatal Játékosa díjat megkapta Podolski, olyan játékosokat előzött meg, mint Lionel Messi és Cristiano Ronaldo.

#### Euro 2008
A 2008-as labdarúgó-Európa-bajnokság selejtező mérkőzésén a San Marinó-i labdarúgó-válogatott ellen 13-0-ra megnyert mérkőzésen 4 gólt szerzett. Gerd Müller Michael Ballack és Mario Gómez után, ő a negyedik német játékos aki nemzetközi mérkőzésen véghez vitte ezt. A Szlovák labdarúgó-válogatott ellen 4-1-re megnyert mérkőzésen az első és az utolsó gólt szerezte, mint két gólhoz Miroslav Klose adta a passzt.
Az Európa-bajnokságon a Lengyel labdarúgó-válogatott ellen 2 gólt is szerzett. Góljait nem ünnepelte meg, tiszteletben tartotta saját hazáját. Két napig vezette a góllövőlistát, mígnem David Villa az Orosz labdarúgó-válogatottnak mesterhármast nem lőtt.
A Horvát labdarúgó-válogatott ellen is gólt szerzett, de így is 2-1-re kikaptak. Podolski ekkor Villával holtversenyben vezették a góllövőlistát. A Portugál labdarúgó-válogatott válogatott ellen 3-2-re megnyert mérkőzésen a negyeddöntőben gólpasszt adott Bastian Schweinsteigernek a mérkőzés 22. percében.
A tornán végül ezüstérmes lett, mivel a döntőben a Spanyol labdarúgó-válogatott ellen 1-0-ra alul maradtak Fernando Torres góljának köszönhetően. A góllövőlistán holtversenyben Roman Pavljucsenko, Hakan Yakın és Semih Şentürk társaságával 3-3 gólt szereztek. Az All-Star csapat csapatba is bekerült, mint középpályás.

#### vb 2010
2008. szeptember 6-án duplázott a 2010-es labdarúgó-világbajnokság-selejtező nyitó mérkőzésén a Liechtensteini labdarúgó-válogatott ellen, Vaduzban. A mérkőzést a németek nyerték 6-0 arányban. Október 11-én az Orosz labdarúgó-válogatott ellen is gólt szerzett. A selejtező 4. csoportjában csapattársa, Miroslav Klose mögött második lett a góllövőlistán 6 góllal.
2010. június 13-án a 2010-es labdarúgó-világbajnokság nyitó mérkőzésén az Ausztrál labdarúgó-válogatott ellen szélsőként gólt szerzett, majd gólpasszt adott Thomas Müllernek. A nyolcaddöntőben az Angol labdarúgó-válogatott ellen gólt szerzett. a mérkőzést 4-1-re nyerték, amivel tovább mentek a negyeddöntőbe. Az Argentin labdarúgó-válogatott ellen két gólpasszt adott Klosénak. 4-0-ra nyerték meg a mérkőzést.

#### Euro 2012

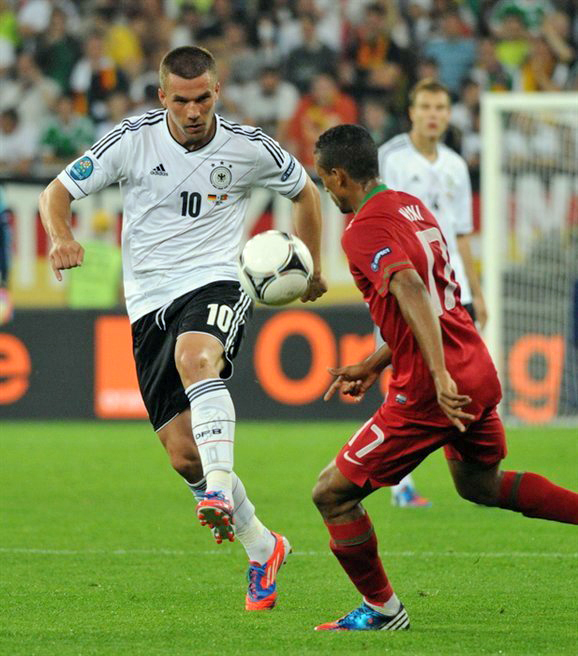
Podolski Nani ellen

2010. szeptember 7-én az Azeri labdarúgó-válogatott ellen gólt jegyzett a 2012-es labdarúgó-Európa-bajnokság selejtező mérkőzésén, amit a németek 6-0-ra nyertek meg. Október 12-én a kazak labdarúgó-válogatott ellen is eredményes volt. 2011. szeptember 2-án az Osztrák labdarúgó-válogatott elleni gól gazdag mérkőzésen egy góllal vette ki részét. A mérkőzést a németek nyerték 6-2-re.
Az Eb-n a dánok elleni mérkőzésen játszotta a Nationalelfben századik mérkőzését. Ezzel ő lett a legfiatalabb európai játékos, a maga 27 évével és 13 napjával, aki elérte ezt a bűvös határt. A mérkőzésen gólt is szerzett.

## Statisztika

### Klub
| Klub adatok           | Klub adatok       | Klub adatok      | Bajnokság | Bajnokság | Kupa     | Kupa | Ligakupa | Ligakupa | Nemzetközi | Nemzetközi | Összesen | Összesen |
| Klub                  | Bajnokság         | Szezon           | Mérkőzés  | Gól       | Mérkőzés | Gól  | Mérkőzés | Gól      | Mérkőzés   | Gól        | Mérkőzés | Gól      |
| --------------------- | ----------------- | ---------------- | --------- | --------- | -------- | ---- | -------- | -------- | ---------- | ---------- | -------- | -------- |
| 1. FC Köln II         | Regionalliga Nord | 2002–03          | 1         | 0         | –        | –    | –        | –        | –          | –          | 1        | 0        |
| 1. FC Köln II         | Regionalliga Nord | 2003–04          | 1         | 0         | –        | –    | –        | –        | –          | –          | 1        | 0        |
| 1. FC Köln            | Bundesliga        | 2003–04          | 19        | 10        | 1        | 0    | –        | –        | –          | –          | 20       | 10       |
| 1. FC Köln            | 2. Bundesliga     | 2004–05          | 30        | 24        | 2        | 5    | –        | –        | –          | –          | 32       | 29       |
| 1. FC Köln            | Bundesliga        | 2005–06          | 32        | 12        | 1        | 0    | –        | –        | –          | –          | 33       | 12       |
| Összesen              | Összesen          | Összesen         | 83        | 46        | 4        | 5    | –        | –        | –          | –          | 87       | 51       |
| Bayern München        | Bundesliga        | 2006–07          | 22        | 4         | 3        | 2    | 2        | 0        | 7          | 1          | 34       | 7        |
| Bayern München        | Bundesliga        | 2007–08          | 25        | 5         | 4        | 0    | 0        | 0        | 12         | 5          | 41       | 10       |
| Bayern München II     | Regionalliga Süd  | 2007–08          | 2         | 0         | –        | –    | –        | –        | –          | –          | 2        | 0        |
| Bayern München        | Bundesliga        | 2008–09          | 24        | 6         | 3        | 1    | –        | –        | 4          | 2          | 31       | 9        |
| Összesen              | Összesen          | Összesen         | 73        | 15        | 10       | 3    | 2        | 0        | 23         | 8          | 108      | 26       |
| 1. FC Köln            | Bundesliga        | 2009–10          | 27        | 2         | 4        | 1    | –        | –        | –          | –          | 31       | 3        |
| 1. FC Köln            | Bundesliga        | 2010–11          | 32        | 13        | 2        | 1    | –        | –        | –          | –          | 34       | 14       |
| 1. FC Köln            | Bundesliga        | 2011–12          | 29        | 18        | 2        | 0    | –        | –        | –          | –          | 31       | 18       |
| Összesen              | Összesen          | Összesen         | 88        | 33        | 8        | 2    | –        | –        | –          | –          | 96       | 35       |
| Arsenal               | Premier League    | 2012–13          | 33        | 11        | 2        | 1    | 1        | 0        | 6          | 4          | 42       | 16       |
| Arsenal               | Premier League    | 2013–14          | 20        | 8         | 4        | 3    | 0        | 0        | 1          | 1          | 25       | 12       |
| Arsenal               | Premier League    | 2014–15          | 7         | 0         | 0        | 0    | 1        | 0        | 5          | 3          | 13       | 3        |
| Összesen              | Összesen          | Összesen         | 60        | 19        | 6        | 4    | 2        | 0        | 12         | 8          | 80       | 31       |
| Internazionale Milano | Serie A           | 2014–15          | 17        | 1         | 1        | 0    | –        | –        | –          | –          | 18       | 1        |
| Összesen              | Összesen          | Összesen         | 17        | 1         | 1        | 0    | –        | –        | –          | –          | 18       | 1        |
| Galatasaray SK        | Süper Lig         | 2015–16          | 30        | 13        | 4        | 2    | –        | –        | 8          | 2          | 42       | 17       |
| Galatasaray SK        | Süper Lig         | 2016–17          | 26        | 7         | 5        | 10   | –        | –        | –          | –          | 31       | 17       |
| Összesen              | Összesen          | Összesen         | 56        | 20        | 9        | 12   | –        | –        | 8          | 2          | 73       | 34       |
| Vissel Kobe           | J1 League         | 2016–17          | 15        | 5         | 1        | 0    | 2        | 0        | –          | –          | 18       | 5        |
| Vissel Kobe           | J1 League         | 2017–18          | 24        | 5         | 1        | 0    | 1        | 0        | –          | –          | 26       | 5        |
| Vissel Kobe           | J1 League         | 2018–19          | 13        | 5         | 3        | 0    | 0        | 0        | –          | –          | 16       | 5        |
| Összesen              | Összesen          | Összesen         | 52        | 15        | 5        | 0    | 3        | 0        | –          | –          | 60       | 15       |
| Antalyaspor           | Süper Lig         | 2019–20          | 9         | 2         | 2        | 0    | –        | –        | –          | –          | 11       | 2        |
| Antalyaspor           | Süper Lig         | 2020–21          | 31        | 4         | 5        | 1    | –        | –        | –          | –          | 36       | 5        |
| Összesen              | Összesen          | Összesen         | 40        | 6         | 7        | 1    | –        | –        | –          | –          | 47       | 7        |
| Górnik Zabrze         | Ekstraklasa       | 2021–22          | 26        | 8         | 3        | 0    | –        | –        | –          | –          | 29       | 8        |
| Összesen              | Összesen          | Összesen         | 26        | 8         | 3        | 0    | –        | –        | –          | –          | 29       | 8        |
| Karrier összesen      | Karrier összesen  | Karrier összesen | 430       | 149       | 43       | 26   | 7        | 0        | 43         | 18         | 523      | 193      |

### Válogatott
| Válogatott  | Szezon | Mérkőzés | Gól |
| ----------- | ------ | -------- | --- |
| Németország | 2004   | 8        | 2   |
| Németország | 2005   | 12       | 8   |
| Németország | 2006   | 17       | 12  |
| Németország | 2007   | 7        | 2   |
| Németország | 2008   | 16       | 7   |
| Németország | 2009   | 9        | 6   |
| Németország | 2010   | 14       | 5   |
| Németország | 2011   | 12       | 1   |
| Németország | 2012   | 7        | 2   |
| Összesen    |        | 101      | 44  |

### Válogatott góljai
| #   | Időpont              | Helyszín                                                  | Ellenfél                | Gólok | Eredmény | Kiírás                                         |
| --- | -------------------- | --------------------------------------------------------- | ----------------------- | ----- | -------- | ---------------------------------------------- |
| 1.  | 2004. december 21.   | Racsamangala Stadion, Bangkok, Thaiföld                   | Thaiföld                | 3–1   | 5–1      | Barátságos mérkőzés                            |
| 2.  | 2004. december 21.   | Racsamangala Stadion, Bangkok, Thaiföld                   | Thaiföld                | 5–1   | 5–1      | Barátságos mérkőzés                            |
| 3.  | 2005. március 26.    | Bežigrad Stadium, Ljubljana, Szlovénia                    | Szlovénia               | 1–0   | 1–0      | Barátságos mérkőzés                            |
| 4.  | 2005. június 4.      | Windsor Park, Belfast, Észak-Írország                     | Észak-Írország          | 4–1   | 4–1      | Barátságos mérkőzés                            |
| 5.  | 2005. június 15.     | Commerzbank-Arena, Frankfurt, Németország                 | Ausztrália              | 4–2   | 4–3      | 2005-ös konföderációs kupa                     |
| 6.  | 2005. június 25.     | Frankenstadion, Nürnberg, Németország                     | Brazília                | 1–1   | 2–3      | 2005-ös konföderációs kupa                     |
| 7.  | 2005. június 29.     | Zentralstadion, Lipcse, Németország                       | Mexikó                  | 1–0   | 4–3      | 2005-ös konföderációs kupa                     |
| 8.  | 2005. szeptember 7.  | Olympiastadion Berlin, Berlin, Németország                | Dél-afrikai Köztársaság | 1–0   | 4–2      | Barátságos mérkőzés                            |
| 9.  | 2005. szeptember 7.  | Olympiastadion Berlin, Berlin, Németország                | Dél-afrikai Köztársaság | 3–1   | 4–2      | Barátságos mérkőzés                            |
| 10. | 2005. szeptember 7.  | Olympiastadion Berlin, Berlin, Németország                | Dél-afrikai Köztársaság | 4–2   | 4–2      | Barátságos mérkőzés                            |
| 11. | 2006. május 27.      | Badenova Stadion, Freiburg, Németország                   | Luxemburg               | 3–0   | 7–0      | Barátságos mérkőzés                            |
| 12. | 2006. május 27.      | Badenova Stadion, Freiburg, Németország                   | Luxemburg               | 5–0   | 7–0      | Barátságos mérkőzés                            |
| 13. | 2006. június 20.     | Olympiastadion Berlin, Berlin, Németország                | Ecuador                 | 3–0   | 3–0      | 2006-os labdarúgó-világbajnokság               |
| 14. | 2006. június 24.     | Allianz Arena, München, Németország                       | Svédország              | 1–0   | 2–0      | 2006-os labdarúgó-világbajnokság               |
| 15. | 2006. június 24.     | Allianz Arena, München, Németország                       | Svédország              | 2–0   | 2–0      | 2006-os labdarúgó-világbajnokság               |
| 16. | 2006. szeptember 2.  | Mercedes-Benz Arena, Stuttgart, Németország               | Írország                | 1–0   | 1–0      | 2008-as labdarúgó-Európa-bajnokság (selejtező) |
| 17. | 2006. szeptember 6.  | Stadio Olimpico, Serravalle, San Marino                   | San Marino              | 1–0   | 13–0     | 2008-as labdarúgó-Európa-bajnokság (selejtező) |
| 18. | 2006. szeptember 6.  | Stadio Olimpico, Serravalle, San Marino                   | San Marino              | 5–0   | 13–0     | 2008-as labdarúgó-Európa-bajnokság (selejtező) |
| 19. | 2006. szeptember 6.  | Stadio Olimpico, Serravalle, San Marino                   | San Marino              | 8–0   | 13–0     | 2008-as labdarúgó-Európa-bajnokság (selejtező) |
| 20. | 2006. szeptember 6.  | Stadio Olimpico, Serravalle, San Marino                   | San Marino              | 10–0  | 13–0     | 2008-as labdarúgó-Európa-bajnokság (selejtező) |
| 21. | 2006. október 11.    | Tehelné Pole Stadion, Pozsony, Szlovákia                  | Szlovákia               | 1–0   | 4–1      | 2008-as labdarúgó-Európa-bajnokság (selejtező) |
| 22. | 2006. október 11.    | Tehelné Pole Stadion, Pozsony, Szlovákia                  | Szlovákia               | 4–1   | 4–1      | 2008-as labdarúgó-Európa-bajnokság (selejtező) |
| 23. | 2007. szeptember 12. | Rhein-Energie Stadion, Köln, Németország                  | Románia                 | 3–1   | 3–1      | Barátságos mérkőzés                            |
| 24. | 2007. november 17.   | AWD-Arena, Hannover, Németország                          | Ciprus                  | 3–0   | 4–0      | 2008-as labdarúgó-Európa-bajnokság (selejtező) |
| 25. | 2008. március 26.    | St. Jakob-Park, Bázel, Svájc                              | Svájc                   | 4–0   | 4–0      | Barátságos mérkőzés                            |
| 26. | 2008. június 8.      | Wörthersee Stadion, Klagenfurt, Ausztria                  | Lengyelország           | 1–0   | 2–0      | 2008-as labdarúgó-Európa-bajnokság             |
| 27. | 2008. június 8.      | Wörthersee Stadion, Klagenfurt, Ausztria                  | Lengyelország           | 2–0   | 2–0      | 2008-as labdarúgó-Európa-bajnokság             |
| 28. | 2008. június 12.     | Wörthersee Stadion, Klagenfurt, Ausztria                  | Horvátország            | 1–2   | 1–2      | 2008-as labdarúgó-Európa-bajnokság             |
| 29. | 2008. szeptember 6.  | Rheinpark Stadion, Vaduz, Liechtenstein                   | Liechtenstein           | 1–0   | 6–0      | 2010-es labdarúgó-világbajnokság-selejtező     |
| 30. | 2008. szeptember 6.  | Rheinpark Stadion, Vaduz, Liechtenstein                   | Liechtenstein           | 2–0   | 6–0      | 2010-es labdarúgó-világbajnokság-selejtező     |
| 31. | 2008. október 11.    | Signal Iduna Park, Dortmund, Németország                  | Oroszország             | 1–0   | 2–1      | 2010-es labdarúgó-világbajnokság-selejtező     |
| 32. | 2009. március 28.    | Zentralstadion, Lipcse, Németország                       | Liechtenstein           | 4–0   | 4–0      | 2010-es labdarúgó-világbajnokság-selejtező     |
| 33. | 2009. május 29.      | Shanghai Stadium, Shanghai, Kína                          | Kína                    | 1–1   | 1–1      | Barátságos mérkőzés                            |
| 34. | 2009. szeptember 9.  | AWD-Arena, Hannover, Németország                          | Azerbajdzsán            | 4–0   | 4–0      | 2010-es labdarúgó-világbajnokság-selejtező     |
| 35. | 2009. október 14.    | HSH Nordbank Arena, Hamburg, Németország                  | Finnország              | 1–1   | 1–1      | 2010-es labdarúgó-világbajnokság-selejtező     |
| 36. | 2009. november 18.   | Veltins-Arena, Gelsenkirchen, Németország                 | Elefántcsontpart        | 1–0   | 2–2      | Barátságos mérkőzés                            |
| 37. | 2009. november 18.   | Veltins-Arena, Gelsenkirchen, Németország                 | Elefántcsontpart        | 2–2   | 2–2      | Barátságos mérkőzés                            |
| 38. | 2010. május 29.      | Puskás Ferenc Stadion, Budapest, Magyarország             | Magyarország            | 1–0   | 3–0      | Barátságos mérkőzés                            |
| 39. | 2010. június 13.     | Moses Mabhida Stadion, Durban, Dél-afrikai Köztársaság    | Ausztrália              | 1–0   | 4–0      | 2010-es labdarúgó-világbajnokság               |
| 40. | 2010. június 27.     | Free State Stadium, Bloemfontein, Dél-afrikai Köztársaság | Anglia                  | 2–0   | 4–1      | 2010-es labdarúgó-világbajnokság               |
| 41. | 2010. szeptember 7.  | RheinEnergieStadion, Köln, Németország                    | Azerbajdzsán            | 2–0   | 6–1      | 2012-es labdarúgó-Európa-bajnokság (selejtező) |
| 42. | 2010. október 12.    | Astana Arena, Astana, Kazahsztán                          | Kazahsztán              | 3–0   | 3–0      | 2012-es labdarúgó-Európa-bajnokság (selejtező) |
| 43. | 2011. szeptember 2.  | Veltins-Arena, Gelsenkirchen, Németország                 | Ausztria                | 3–0   | 6–2      | 2012-es labdarúgó-Európa-bajnokság (selejtező) |
| 44. | 2012. június 17.     | Aréna Lviv, Lviv, Ukrajna                                 | Dánia                   | 1–0   | 2–1      | 2012-es labdarúgó-Európa-bajnokság             |

## Sikerei, díjai

### Köln
- Bundesliga 2:
  - Győztes: 2004-05

### Bayern München
- Bundesliga:
  - Győztes: 2007-08
- DFB-Pokal:
  - Győztes: 2007-08
- DFB-Ligapokal:
  - Győztes: 2007

### Arsenal
- Fa-Kupa:
  - Győztes: 2013-14
- FA Community Shield:
  - Győztes: 2014

### Galatasaray
- Türkiye Kupası:
  - Győztes: 2015-16
- Török szuperkupa:
  - Győztes: 2015, 2016

### Vissel Kobe
- Császári Kupa:
  - Győztes: 2019

### Németország
- Világbajnokság:
  - Bronzérmes: 2006, 2010
  - Aranyérmes: 2014
- Európa-bajnokság:
  - Ezüstérmes: 2008
- Konföderációs kupa:
  - Bronzérmes: 2005

### Egyéni
- A vb Legjobb Fiatal Játékosa (Gillette Best Young Player) 2006. július 6.
- Bundesliga 2 gólkirálya: 2004-05
- Eb második legjobb góllövője: 2008